# Brabecke (Schmallenberg)
Brabecke ist ein Ortsteil der Stadt Schmallenberg in Nordrhein-Westfalen.

## Geographie

### Lage
Das Dorf liegt rund 2,5 km nördlich von Bödefeld. Durch den Ort führt die Landesstraße 776 und fließt der Bach Brabecke.

### Nachbarorte
Angrenzende Orte sind Ramsbeck, Untervalme, Obervalme (beide Bestwig), Bödefeld und Westernbödefeld.

## Geschichte
1203 wird Brabecke zum ersten Mal urkundlich erwähnt. Im Ort weilten zur damaligen Zeit die Ritter Albert und Leonius von Brabecke und Herbold von Meschede. Der Verbleib der Ritter von Brabecke ist ab 1326 historisch nicht geklärt. Ritter Godard von Meschede errichtet 1328 in Brabecke ein festes Haus
oder eine kleine Burg, welches dem Lehnsherren Grafen Wilhelm von Arnsberg der Grafschaft Arnsberg unterstand. Das Bauwerk bestand bis 1740. Im Jahr 1427 werden weitere Gebäude urkundlich erwähnt. Nachdem Dietrich von Meschede seinen Sitz 1471 nach Alme verlegt hatte, übernahmen Vögte Brabeckes Verwaltung. 1645 wurde Branck auf der Karte Westphalia Ducatus kartografisch erfasst. 
Im Jahre 1459 erhielt Godert von Meschede die Belehnung mit dem Fronhofe bzw. Haupthofe Köttinghausen und den dazugehörigen Rechten durch das Mescheder Stift. Er hatte für die Einsammlung der an das Mescheder Stift abzuliefernden Abgaben zu sorgen, indem er alle Hufeninhaber für einen bestimmten Tag an einen Ort vorlud, um die Pacht beizutreiben. Der Inhaber des Fronhofes Köttinghausen muss dabei wohl ein gutes Geschäft gemacht haben, während das Damenstift Meschede nicht zu viel bekam, sonst hätten sich im Jahre 1666 nicht weniger als acht Mitglieder von Familien des niederen oder Dienstadels in die Rechte dieses einen Haupthofes geteilt. Auch müssen diese es verstanden haben, die Hufeninhaber in größere Abhängigkeit zu bringen, als sie es ehedem gegenüber dem Stift Meschede waren: denn das Damenstift kannte keine Leibeigenschaft dieser Hufeninhaber, ebenso wenig wie die Benediktinerabtei Grafschaft im benachbarten Amte Fredeburg, da beide Klöster mit den festgelegten Abgaben sich zufriedengaben. Sobald aber die adeligen Familien, nämlich die von Meschede, von Westphalen zu Hoppecke, zu Holdinghausen, von Schorlemer zu Heringhausen, von Twiste (von Wulmeringhausen) und von Hanxlede (von Wolmeringhauen) die Gerechtigkeiten des Hofes Köttinghausen innehatten, betrachteten sie die abhängigen Bauern als Leibeigene und behandelten sie danach. Es heißt ausdrücklich in den alten Akten des Stiftes Meschede, dass die Adeligen eigene Leute besäßen, die im Volksmunde Leibeigene hießen und verpflichtet seien, Dienstleistungen zu verrichten. Dem Mescheder Damenstift gingen trotz aller Klagen und Beschwerden die von den adeligen Erbpächter des Hofes Köttinghausen zu leistenden Abgaben immer spärlicher ein, bis der Fronhof ganz verloren ging.
Brabecke hatte eine Vorrangstellung. Durch die Verlegung des Sitzes nach Alme hatten die Herren von Meschede ihren Vertreter für die Kolonatsdörfer Brabecke, Altenfeld, Osterwald und Westernbödefeld (sogenannten Almischen Dörfer) in Brabecke. Dies waren der Vogt und der Schulze. Überaus aufklärend über die Pflichten der leibeigenen Bauern in den Orten Brabecke, Altenfeld, Osterwald und Westernbödefeld wirkt eine Handschrift aus dem Jahre 1670, in der jeder einzelne Leibeigene seine hergebrachten Verpflichtungen unter Eid zu Protokoll geben musste. Die Vereidigung nahm am 11. Dezember 1670 der öffentliche Notar und Mescheder Bürger Johannes Friederici im Auftrage der Herren Emmerich Leo von Holdinghausen und Ferdinand Melchior von Meschede zu Brabecke vor und zwar in Gegenwart des Pfarrers Math. Schmülling und des Kämmerers Franz Becker, beide aus Bödefeld. Der Besitz jedes einzelnen Leibeigenen und seine Verpflichtungen wurde, da „alle vorher Zitierten auch gehorsams erschienen“, genau aufgeschrieben, „demnach eine hohe nothdurf zu sein befunden“. Dies bedeutsame, 128 kleine Quartseiten umfassende Dokument ist uns glücklicherweise erhalten. Dieses Dokument ist als almisches Lagerbuch bekannt, in welchem die Einsassen zu Protokoll erklärten, welche Grundstücke sie bebauen und welche Abgaben sie leisten. Zu Protokoll wurde auch die Leibeigenschaft genommen. Eine Verneinung hatte jedoch keine Wirkung. Insbesondere in Westernbödefeld wo einige Einsassen Freibriefe vorweisen konnten, wurden diese letztlich Leibeigen. In der Regel waren die Höfe belastet durch die Abgabe nach Arnsberg über den Vogt (Landessteuer), das Kloster zu Meschede, an die Herren von Alme und kirchliche Abgaben. Die Belastungen waren erdrückend. Genannt werden 1670 für Brabecke Hermann Stofers, Tonis Adam, Hans Dohle, Röttger Cordes, Johann Martins, Tonis Kremers, Hermann Bremerich (Vogt), Johann Bremerich (Schulte) und Hans Henrich Tüteler. Diese Namen bzw. Hausplätze sind heute unter dem Begriff Stöbers, Thünes, Dohle, Chors, Mehrs (Vogers Stallplatz), Krämers, Vogers, Schulte, und Tütelers bekannt. Neben diesen neun Kolonen gab es seit dem 17. Jh. noch einen Jäger (Haus Geck) und etliche Beilieger (Schäfer, Handwerker).  

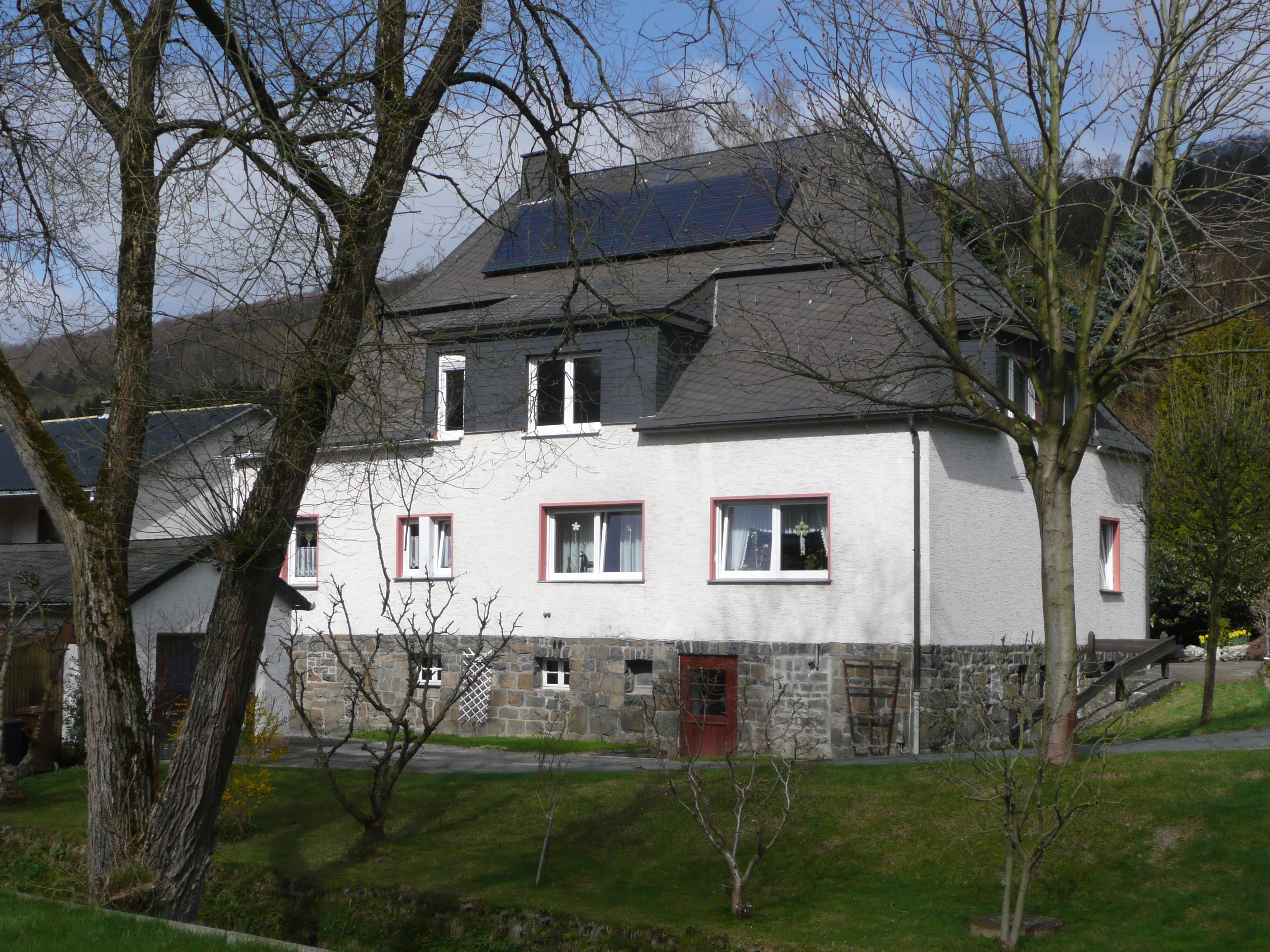
Ehemalige Schule

Wilhelm Röttger von Meschede ergriff am 25. August 1684 Besitz von Burg Brabecke. Am 17. Februar 1745 kaufte Dietrich Adam von Meschede vor dem Gericht zu Bödefeld für 3800 Reichstaler den hanxledischen Teil des Gutes Brabecke.
Das Dorf war bis ins 19. Jahrhundert landwirtschaftlich geprägt. Veränderung gab es erst, als gegen 1850 im Nachbardorf Ramsbeck der Erzbergbau boomte. Einige Sensenhändler in Brabecke profitierten bis in die 1930er Jahre vom Bergbau. Bis zur kommunalen Neugliederung in Nordrhein-Westfalen gehörte Brabecke zur Gemeinde Bödefeld-Land. Seit dem 1. Januar 1975 ist Brabecke ein Ortsteil der Stadt Schmallenberg.

## Religion

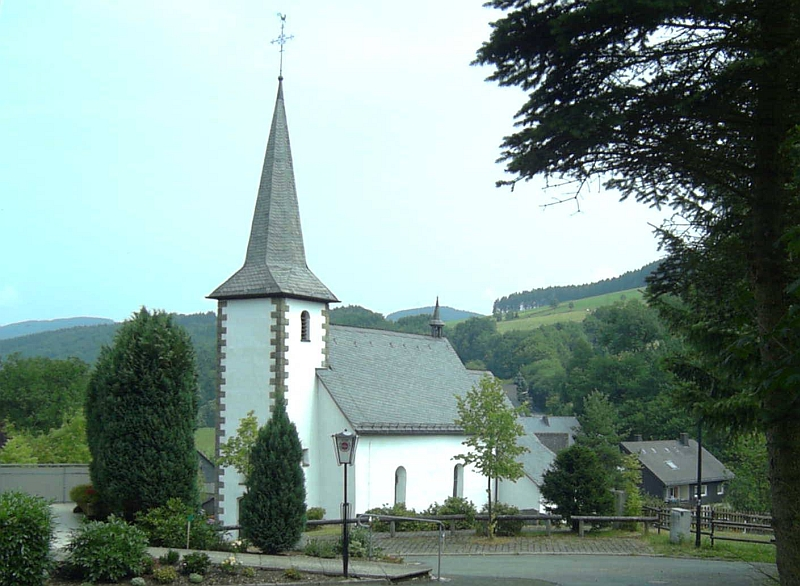
St. Pankratius in Brabecke

Die Kirche in Brabecke gehört zu den ältesten Gotteshäusern des Sauerlandes. Sie ist ein romanisch geprägtes Bauwerk. Kirchenpatrone waren in alter Zeit der heilige Martinus und Vincentius. Vor 1618 wählte man den heiligen Pankratius zum Patron. Sie wurde 1230 erstmals urkundlich erwähnt. Für die damalige Zeit  soll es mit 7,8 × 16 Metern eine recht große Kirche gewesen sein. Im Jahre 1230 bekam die ursprünglich flach gedeckte Kirche ein Deckengewölbe. Die Malereien stammen wahrscheinlich ebenfalls aus dieser Zeit. Sie zeigen Verwandtschaft mit der Malerei in der Kirche St. Maria zur Höhe (Hohnekirche) in Soest, die dem Jahre 1220 zugeordnet werden. Bei der Renovierung im Jahre 1749 wurde die Tür von der Südseite an die Westseite verlegt. 1754 bis 1757 wurde der Turm erbaut und ein neuer Altar beschafft. Von 1956 bis 1958 wurde die Sakristei von der Dorfgemeinschaft angebaut. 1958 erfolgte ein neues Kriegerehrenmal. 1986 begann die Planung zur Renovierung, die 1992 abgeschlossen wurden. Die Kosten hierfür betrugen 650.000 DM.